# 構造計算書偽造問題
構造計算書偽造問題（こうぞうけいさんしょぎぞうもんだい）は、2005年（平成17年）11月17日に国土交通省が千葉県にあった建築設計事務所のA元一級建築士によって、地震などに対する安全性の計算を記した構造計算書が偽造されていたことを公表したことに始まる一連の事件である。耐震偽装問題、「○○（Aの苗字）事件」とも呼ばれる。
一連の耐震偽装事件は発覚当初は耐震強度偽装が組織的ともみられ、建築会社及び経営コンサルタント会社による組織的犯行と当初報道されていたが、公判では「A元一級建築士による“個人犯罪”」と結論づけられた。東京地方裁判所はA元建築士に懲役5年、罰金180万円の実刑判決を言い渡した。

## 概要
一級建築士が行なった国土交通大臣認定構造計算ソフトウエアの計算結果を改竄した形での構造計算書の偽装を、建物の建築確認・検査を実施した、行政および民間の指定確認検査機関が見抜けず、承認した。地震多発国の日本において、建築基準法に定められた耐震基準を満たさないマンションやホテルが建設されていたという事実は、人命や財産に関わるものであることから、大きな社会問題となった。
マスコミは、震度5強程度の地震で倒壊の恐れがあると報道しており、「殺人マンション」と揶揄した。
これを受けて警視庁は、千葉県警察・神奈川県警察と合同捜査本部を設置して捜査に乗り出し、事件名を「耐震強度構造計算書偽装事件」と名付けた。
構造計算書を偽装した建築士、建設会社幹部、ディベロッパー幹部、確認検査機関幹部、コンサルタント会社幹部などの関係者らが、証人喚問や参考人招致などで国会に呼ばれて、答弁した。また、インターネット上では「きっこの日記」というウェブサイトがマスコミに先行して本件に関する情報を流し、その結果として正確な報道が難航した。また、これにより政治家や官僚と業者が癒着の嫌疑を被せられた。
民主党馬渕澄夫議員の秘書だった大西健介は、この事件できっこと情報のやり取りをした事を「政策空間」で紹介しており、「きっこの日記」を多数引用している。ただし、「きっこの日記」に書かれた情報は、ほとんどが誤情報であった事が後日判明している。
2006年3月には、北海道札幌市のマンションで二級建築士による構造計算書の偽装が発覚、2007年1月には京都府京都市のホテル2棟の構造計算書の偽造が判明し、このケースはA建築士の個人的な犯罪に留まるものでないことから、更なる波紋を呼んだ。

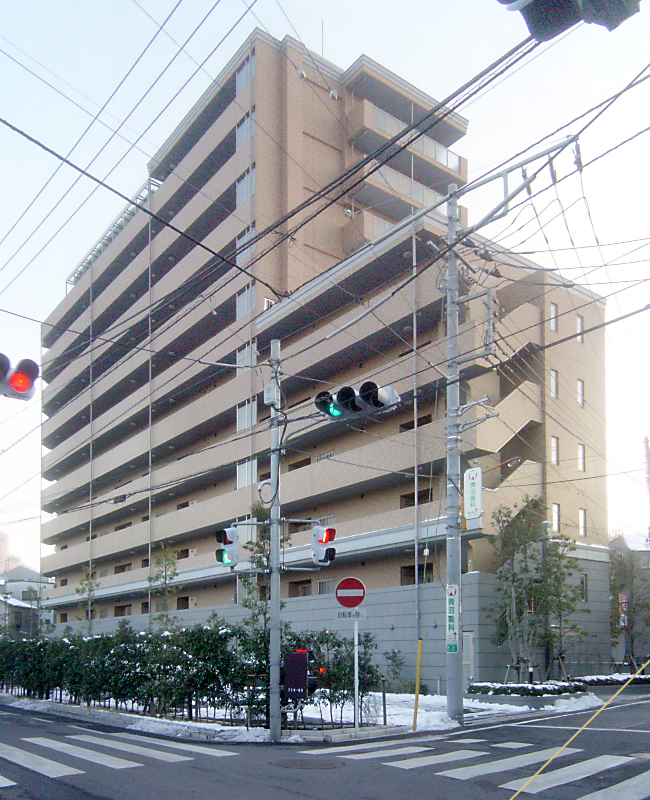
耐震偽装がなされたマンションのひとつ、グランドステージ東向島

## 背景
1998年（平成10年）3月15日 、橋本内閣は「建築確認・検査の民間開放」と「戸建住宅・プレハブ住宅等についての中間検査制度の特例」を設ける「建築基準法の一部を改正する法律案」を国会に提出。
従来は、地方公共団体の建築主事のみが建築確認、検査事務を行なってきたが、建築物の着工件数に比べ、建築主事など職員の絶対数が不足していたこともあって、事実上検査が行われなかったり、杜撰、おざなりな検査であったりしたケースが多発し、欠陥住宅災害が発生する原因となっているとする指摘があった。
日弁連などが建築士の協力を得て調査したところによれば、建築確認と全く異なった建造物が建設された例や、手抜き工事の例が発見され、当時の建築基準法、あるいは住宅金融公庫標準仕様書、日本建築学会標準仕様書などが定める基準を満たさないものが非常に多いことが判明していた。このような背景から、同法案は「建築確認、検査事務」を民間の指定確認検査機関に門戸を開放するべきとしたものであった。
同年4月24日の衆議院本会議で新党平和・井上義久は質問に立ち、阪神大震災の被害について指摘しつつ、ゼネコンやハウスメーカーなどの株式会社（施工業者）が集まって指定確認検査機関を作ることもできる法案であることから公正中立な確認検査が本当に担保されないのでは、違反建築や欠陥住宅が増えるのではないかとの懸念を表明した。これに対し建設大臣・瓦力は、確認検査機関の指定に当たり、役職員の構成や業務内容の中立性を審査するほか、役職員に公務員と同様の罰則を適用する措置を講じ、その建築確認の報告義務を課し、不適法なものについてはその効力を失わせる等の措置を講じるなど万全を期すと答弁している。
同年4月28日、 建築基準法改正案が本会議で可決される（この第9次改正案の公布は6月12日）。「建築確認・検査の民間開放」により、それまで地方公共団体の建築主事のみが行なってきた建築確認、検査事務を、民間の指定確認検査機関（同法第77条の18 - 第77条の35）を創設することにより、株式会社を含む民間機関に開放された検査体制となった。
同年5月20日の衆議院建設委員会では、日弁連消費者問題対策委員会の弁護士が参考人として発言、日弁連の調査で欠陥住宅（違法建築住宅）問題がきわめて深刻な事態となっているため欠陥住宅110番を設置したこと、そこに寄せられた相談事例は多数に上ったことを紹介。建築士法18条4項は法の趣旨として、工事監理者を務める建築士が施工業者と対峙関係にあることを前提として定められているにもかかわらず、実際には建築確認の工事監理者（建築士）届け出における名義貸しの横行のほか、施工業者の従業員となっている建築士が存在し、施工業者と経済的つながりを持つ建築士の存在があると証言して、建築士法18条4項が死文化していると指摘。その上で営利団体による公正な確認、検査に懸念を表明し、確認・検査業務は、行政機関が責任を持って実施すべきだと主張した。
これに対し千葉県柏市長は建築確認・検査業務の実施状況を説明、残業時間が多いため業務が苛酷であると訴え、建築確認・検査業務は、単に一定の基準に適合しているか否かを技術的に判断する作業に過ぎないため資格を持った者であれば、民間の技術者でも可能で、業務を民間に任せることで業務窓口は広がり、また市民サービス向上にもつながり、さらに違反建築物の是正指導力を集中することができるなど、民間開放の利点を挙げた。日本建築士会連合会・制度委員長の藤本昌也は参考人発言で、確認検査機関の利用者の立場として、建築主事主導の機関と民間機関のいずれを選択するか、建築士にとって選択肢が広がる利点を挙げた。公正で適正な業務かどうかの疑問については「杞憂である」とした。

## 事件の経過

### 偽造発覚以前
- 2005年
  - 10月 - 施工担当会社が施工予定のマンション「グランドステージ北千住」の鉄筋量の異常に気付き、アトラス設計に検査を依頼。
  - 10月18日 - アトラス設計の代表取締役社長が民間確認検査機関イーホームズにA建築士による構造計算書の偽造を伝え、計画変更を提案。
  - 国土交通省が「イーホームズの帳簿管理は杜撰」とする匿名の情報提供に基づきイーホームズに立ち入り検査を実施。
  - 10月25日 - イーホームズでの協議にデベロッパー (開発業者)であるヒューザーの常務取締役が出席し、偽造の事実を伝えられる。
  - 10月27日 - ヒューザーでの協議で、イーホームズの代表取締役社長からヒューザーの代表取締役社長に直接偽造について伝える。このことをイーホームズ側はヒューザー社長が偽造の事実の公表を遅らせるように主張したと主張したが、ヒューザー社長、小嶋進（以下、ヒューザー社長）は否定した。
  - 10月28日 - 「グランドステージ藤沢」の17戸を引き渡す。偽装の事実を知っていたとするなら宅地建物取引業法違反の疑いがあるが、ヒューザー社長は「違法性の認識はなかった」と答えている。
  - 11月9日 - ヒューザー社長が公明党山口那津男議員（現代表）の仲介で国交省を訪問し、財政支援を迫る。22日にも国交省を訪れ、制度上、支援が難しいと説明されたことに、怒りを顕わにしたという。

### 偽造発覚
- 2005年
  - 11月17日 - 関係者と名乗る者からの電話の告発で、「A建築設計事務所」のA一級建築士（当時）が、構造計算書を偽造していたと国土交通省が公表した。この一級建築士は偽造に関して、ヒューザー・シノケン・木村建設から耐震強度を落とすように圧力を受けたと主張した。
  - 11月19日 -「きっこの日記」で「建築界のゴールデントライアングル」と題して、耐震偽装問題を取り上げる。この記事はイーホームズを糾弾する主旨であり、後のきっこの主張とは全く異なる。
  - 11月23日 - 「きっこの日記」が耐震偽装問題の黒幕としてコンサルタント会社の所長Uの名を挙げる（ただし、その後の証人喚問によってUの関与は否定された）。
  - 11月24日 - 国土交通省にてA一級建築士に対する聴聞会が開かれ、動機として、木村建設、ヒューザー、シノケンの3社から建設コストを下げるよう圧力を受けたためだと説明し、完成・未完成の建築物合わせて21棟の計算書を偽造したことを認めた[3]。また、イーホームズの審査の甘さを指摘した[3]。
  - 11月27日 - 「A建築設計事務所」に構造計算書を発注していた「森田設計事務所」の代表取締役社長が神奈川県鎌倉市で自殺しているのが、発見される。

### 国会での証人喚問以降
- 2005年
  - 11月29日 - 衆議院国土交通委員会（衆院国交委）において、ヒューザー社長、イーホームズ社長、木村建設社長、同社元東京支店長の参考人招致。中心人物であるA建築士は欠席。イーホームズ社長の告発に対するヒューザー社長の恫喝が話題となった。
  - 12月5日 - 国土交通省がA一級建築士を建築基準法違反で警視庁に告発し、警視庁が捜査本部を置いた[1]。
  - 12月8日 - 衆院国交委において2回目の参考人招致。またもA建築士は欠席。国土交通省がA建築士の建築士資格を取り消す。
  - 12月14日 - 衆院国交委において、元建築士らの証人喚問。A元建築士は「木村建設に偽装を指示された」と話すが、同喚問に出席した元東京支店長はそれを否定。「総合経営研究所」（総研）のU所長は、木村建設への鉄筋量や断面を指示したという疑惑について、「一切ない。偽造をやっているとは全然知らなかった。」と答弁。
  - 12月18日 - 「きっこの日記」が、イーホームズ社長が自社のサイトに「きっこの日記」をリンクしたことを知らせるメールを公開。
  - 12月19日 - 「きっこの日記」で“きっこ”が民主党の馬淵澄夫代議士の事務所と耐震偽装問題に関して連絡を取り合って来たことを告白し、更なる証人喚問を通じた国会での真相解明への賛否を国会議員に問うアンケートを提案した馬淵事務所からの電子メールを公開。しかし、その後、馬淵事務所は「きっこはこちらから情報を得て、捏造報道の材料に使うだけで、何一つ具体的な行動をしなかった」と苦言を呈している。
- 2006年
  - 1月17日 - 衆院国交委において、ヒューザー社長の証人喚問。「刑事訴追の恐れがあるので証言を拒否したい」と繰り返し述べた。
  - 1月30日 - ヒューザー社長は「建築確認で偽装が見逃されたことは自治体の責任である」として、18自治体に対して計約139億円の損害賠償請求を東京地裁に提訴。
  - 2月16日 - 東京地裁がヒューザーが債務超過状態にあるとし、破産手続きを開始。
  - 2月23日 - 東京都がヒューザーの宅地建物取引業免許を取り消す。宅地建物取引業法の重大な違反とされたため。
  - 3月29日 - A元一級建築士の妻が飛び降り自殺した。

### 別の建築士による偽装発覚
- 2006年
  - 3月7日 - 札幌市で建設中のマンション33棟に関し、R.A二級建築士が構造計算書を偽造していたことが発覚し、耐震強度に疑問が生じたとして、入居予定者と解約手続きを取っていることが判明。マンションなどの一定の規模以上の建物は一級建築士でなければ設計や計算書の作成はできないにも関わらず二級建築士が計算書を作成していたことに関して多くの報道では「二級建築士だとは知らなかった」と報じられたが、『共同通信』から配信を受けた『中国新聞』（3月9日付）は、二級建築士と知っていながら発注したと報じている。同建築士は「数値が基準に満たなくても、耐震壁を使うこと耐震性能に優れているので、偽装とは思っていない」などと弁明した。

### 関係者の逮捕・起訴・判決
- 2006年
  - 4月26日 - 警視庁は、A元建築士（名義貸しによる建築士法違反幇助）、イーホームズ社長（電磁的公正証書原本不実記載）、木村建設社長（粉飾決算による建設業法違反）、同社元東京支店長（建設業法違反）をそれぞれ逮捕。容疑者は全員起訴される。いずれも耐震偽装とは無関係の容疑。翌日東京拘置所に送検されたA元建築士の容貌は様々な憶測を呼んだ。
  - 5月17日 - 警視庁は、ヒューザー社長を「偽装を知りつつマンションを引き渡した」として詐欺容疑で逮捕（後に起訴）。同時に木村建設社長も同容疑で再逮捕。
  - 6月7日 - 警視庁は、「総合経営研究所」の立件を断念。事実上捜査が終結する。
  - 6月7日 - 民主党 馬淵代議士が国会でアパグループ（APAホテル参照）のマンション2棟も他の建築士によって構造計算書が偽装され、工事が中断している件について国会で質疑を行う。この2棟については現在[いつ?]においても工事が再開していない。
  - 6月22日 - A元建築士を議院証言法違反（証人喚問での偽証）容疑で再逮捕。最初に偽装した時期を1998年と証人喚問では言ったが、実際は1996年だった。
  - 6月26日 - A元建築士を建築基準法違反容疑で追送検、起訴。
  - 7月7日 - イーホームズ社長の初公判。架空増資の起訴事実を認めるも、耐震強度偽装に関する容疑は否定。被告本人は「当社だけを厳しく罰するのは公権力の乱用だ」と述べたが、「法律の不備な点が見直されたのはいいことだ」と偽装公表の意義を強調した。
  - 8月7日 - 木村建設元東京支店長の初公判。起訴事実を全面否定。「A元建築士のいい加減な証言で、私が諸悪の根源であるかのような処罰を受けた」と語った。公判時にはもはや体重が逮捕時よりも30kg近くも落ち込み、非常にやつれた様子だった。
  - 9月6日 - A元建築士の初公判。髪の毛はやや伸びていた。まずマンション住民に謝罪し、起訴事実を大筋で認めた。証人喚問で偽証したことについて「資料が手元になく、あいまいな記憶のもとにしゃべり、結果的にウソをついたことになった」と、ウソは意図的でないと犯意を否定した。なお検察側は冒頭陳述で被告を痛烈に批判し、被告の供述をもとに作られる供述調書によると、
    - 「偽造の動機は、経済設計・コストダウンができる優秀な建築士という名誉を維持し信用を得るため」
    - 「年収2,000万円を超える年もあり、高級自動車などを買い続けていた」
    - 「金を稼ぐために人命よりも稼ぎを優先した」
    - 「大地震が起こっても知らない」
    - 「妻が入院中なのに愛人を作って月15万円近くも小遣いとして与えていた」

これらの供述について、公判を傍聴した被害マンションの元住民は「『おまえらは死んでもかまわない』という発言で、もはや単なる殺人未遂だ」とした。
  - 9月7日 - 木村建設元社長の初公判。起訴事実である建設業法違反は認めるも、詐欺は否定。だが、検察側は「被告は自分が信仰する神社に偽造の認識がバレたらうちはつぶれる。国交省の調査が木村に飛び火してほしくないなどと嘆願のFAXを送っていた」と述べた。
  - 10月5日 - ヒューザー元社長の初公判。「（詐欺という）犯罪を行なったことは一切ない」と起訴事実を全面的に否認した。検察側は、被告が「（購入者に知らせるべきだが、強度不足は）知らなかったことにしよう」と考えながらマンションを引き渡した、とした。
  - 10月18日 - 東京地裁はイーホームズ社長に、懲役1年6ヶ月・執行猶予3年の有罪判決を言い渡した（検察側は懲役2年を求刑）。また、起訴事実と偽装見逃しの因果関係は証拠不十分として同被告の「起訴事実は認めるがそれと偽装見逃しは関係ない」という主張を認めた。判決公判後の会見で同被告は「主張が認められたことは非常にうれしい」として、控訴しない方針を固めた。また、この会見では「国が偽装をしやすいプログラムを作ったのが原因」「APAグループの物件でも偽装が行われた」「そのうち暴露本を出版する」とも語った[4]。
  - 同日、イーホームズ社長は、自身の判決報告のための記者会見で、T設計と他の建設会社による耐震偽装を告発。自分が逮捕された本当の理由は、「国がアパのマンションやホテルの偽装を隠蔽するために、逮捕して黙らそうとしたものである」と訴えた。
  - 翌10月19日 - イーホームズ社長は首相官邸を訪れ、新たな偽装物件に対する直接対応を求め安倍晋三首相に面会を求めるが拒否された。偽装物件を告発する書面を官邸は受け取らず、内閣府が受け取った。
  - 10月20日 - イーホームズ社長が「きっこの日記」というウェブサイトに「安倍総理殿、国家に巣食う者を弾劾致します」 と題する公開メッセージを公表。川崎市内のマンションの構造計算図書の偽装を川崎市と国土交通省が隠蔽したこと、A建築士による構造計算書の偽造を伝えた設計事務所の建築士が無資格であることを告発。しかし、「きっこの日記」は数々の捏造報道で問題視されていたウェブサイトであるため、周囲から無視され、一切話題にならなかった。
  - 11月1日 - 東京地裁は木村建設元東京支店長に、懲役1年・執行猶予3年の有罪判決を言い渡した（検察側は懲役1年6ヶ月を求刑）。また、イーホームズ社長と同様、「起訴事実である粉飾と偽装との因果関係は認められない」とした。執行猶予が認められたのは、「偽装の不正に関与したと世間から見られ、相当の社会的制裁を受けている」と判断したため。もともと元住民も「元支店長の関与は薄いのではと思っていた」と話している。
  - 12月21日 - A元建築士が保釈金500万円を払い保釈される。保釈は東京地裁も東京高裁も認めていたが、保釈金を納付していなかったため拘置され続けていた。
  - 12月26日 - 東京地裁はA元建築士に、懲役5年・罰金180万円の実刑判決を言い渡した（検察側の求刑通り）。川口政明裁判長は「まったく反省の念が感じられず、A被告にはいらだちすら覚えた」「事件の最大の原因はA被告にある」「自分が圧力を受けた犠牲者であるかのように演じ悪質」と厳しく断罪した。
  - 12月27日 - 年末になって国土交通省は、耐震強度偽装事件に絡み、国交省が実施中のマンション約400棟のサンプル調査で、既に報告があった221棟のうち7％に当たる15棟が「耐震強度不足の疑いがある」と判定されたと発表した。強度が基準の5割程度とみられる物件もあった。
- 2007年
  - 1月8日 - A元建築士は、12月26日の東京地裁判決を不服として、東京高裁に控訴した。

### アパグループでの偽装問題
- 2007年
  - 1月25日 - 京都市の設計事務所が構造計算を担当したアパホテル2棟に、国交省の定める耐震基準の70%程度の耐震性しかないことを発表した。京都市はこの2棟の使用禁止命令を出しているが、このホテルを設計したM設計士は「京都市の計算が間違っていて、私どもの計算には自信がある」と構造計算書の偽造を否定している。
  - 同日、アパグループは最高経営責任者・元谷外志雄とアパホテル社長・元谷芙美子が記者会見を開き、「このようなことになって申し訳ありませんでした」と謝罪した。なお、同じ設計事務所によるアパグループの他の2棟のマンション物件について、前年にイーホームズ社長の藤田東吾が「偽装がある」と安倍晋三内閣総理大臣に告発しようとして追い返された旨を直訴状に記載していた。アパグループは記者会見にて、「藤田を名誉毀損で告訴する」としていたが、実際に告訴し法廷闘争になることは無かった。

## 起訴事実と裁判及び判決
これまで、いくつかの裁判が行なわれたが、構造計算書を偽造した「建築基準法違反」で有罪になったA元建築士以外の関係者でいわゆる「耐震偽装」そのものに関わったとした判決はない。ただし、木村建設元社長やヒューザー元社長が一部物件についてA元建築士による耐震偽装の存在を知った後の対応に関する詐欺を犯したとする判決はある。

### A元建築士

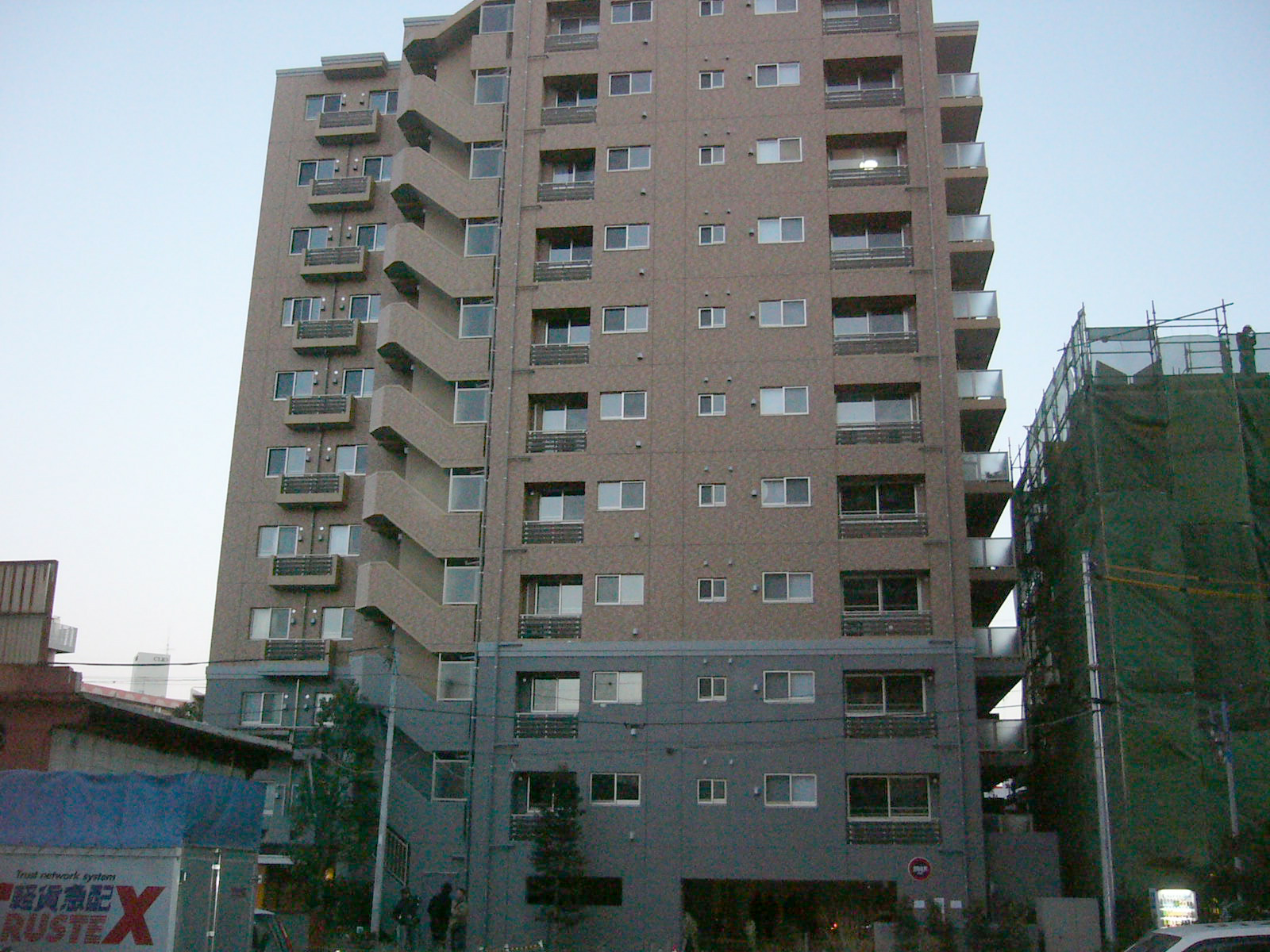
藤沢市にかつてあったグランドステージ藤沢。最も耐震強度が低いとされた

- 藤沢市のマンションなど4棟、奈良市のホテルなど2棟の構造計算書を偽造（建築基準法違反）
- 2005年12月の証人喚問での「1998年から木村建設元東京支店長から圧力をかけられ偽装した」という虚偽答弁（議院証言法違反）
- マンション設計を受注するための他の建築士に、一級建築士の名義を貸す（建築士法違反幇助）

→懲役5年、罰金180万円の実刑判決（2006年12月26日、東京地裁）判決を不服として東京高裁に控訴した。二審も地裁の判決を支持、2008年2月21日に最高裁が上告を棄却、判決が確定した。

### 木村建設元社長
- 2004年6月の決算が実際は債務超過だったのにもかかわらず、黒字に見せかけて決算書類を国土交通省に提出したという粉飾決算（建設業法違反）。
- 元建築士が構造設計した、奈良市のホテルが強度不足であることを認識しながら、建設代金未払い金の2億5,000万円をホテルから騙し取った詐欺罪で起訴された。2006年9月7日の東京地裁では「構造計算書が虚偽のものだとは知らなかった」「金をだまし取ろうと企てたことはない」と無罪を主張するも、2007年8月11日に懲役3年・執行猶予5年判決が言い渡された。判決後、元役員は木村社長が「詐欺とされた判決には納得いかない。無念だし、断腸の思いだが……」と語った。弁護側によると、判決に不服はあるが「高齢で、会社もなくなってお金もなく、裁判を続けられない」と判断した。

### 木村建設元東京支店長
- 特定建設業の許可が受けられるように、不正な書類を国土交通省に提出した（建設業法違反）。

→懲役1年、執行猶予3年の有罪判決（2006年11月1日、東京地裁）。判決には不服だが、新しい生活を前向きに送ることを優先し、控訴を断念。

### イーホームズ社長
- イーホームズ社が2001年に2700万円の架空増資を行ない、実態を大きく見せようとした（電磁的公正証書原本不実記録）。

→懲役1年6ヶ月、執行猶予3年の有罪判決（2006年10月18日・東京地裁）を受け入れ、控訴しないことを表明。「耐震偽装と架空増資に因果関係はない」とされたことを歓迎した。

### ヒューザー元社長
- 藤沢市などのマンション住民に、「偽装が行なわれたマンション」だと知りながら物件を引き渡した（詐欺）容疑で起訴された。
- 2006年10月5日の東京地裁での初公判の罪状認否では、「犯罪を行ったということは一切ございません」と述べ、無罪を主張した。同月30日の公判では、木村建設の元支店長がヒューザー元社長から初めてA元建築士の偽装を聞かされたことなどを述べた。2011年12月に詐欺罪で懲役3年・執行猶予5年が確定[5]。この判決により今回の耐震偽装関連の刑事裁判はすべて終結した。
- 2015年4月26日に産経新聞が行った取材にて、詐欺罪を否定する証拠が見つかったため、東京地方裁判所に再審請求を行う意向を示した[6]。

### 民事訴訟
愛知県半田市のビジネスホテル「センターワンホテル半田」経営者がA元建築士の偽装によって建築したホテルを休業・解体に追い込まれた為、愛知県とコンサルタント会社の責任を問い、損害賠償を求めて民事提訴を行った。
2009年2月24日、名古屋地方裁判所はビジネスホテル側の訴えを認め、「建築確認の際の注意義務などを怠った」として、愛知県とコンサルタント会社の責任を認め、連帯で5,700万円の損害賠償支払いを命令する判決を下した。このような行政側の過失を認めた判決はこれが初めてである。
2010年10月29日、名古屋高等裁判所は1審判決で「審査に注意義務違反の過失はなかった」として愛知県の責任を覆す一方で総研の単独責任をさらに重いものと認定、総研に単独で1億6,000万円の賠償を命じる判決を下した。
高裁判決後、ホテル側は「責任の所在」について争うべく最高裁判所に上告したが、2013年3月26日に棄却されている。

## 問題の原因
かねてから日弁連など一部の団体は「営利目的の検査機関」が公正中立ではありえないとして法改正を批判していたが、A建築士が構造計算書を偽装し建築確認申請をした申請先である民間機関のイーホームズ、日本ERIはともに国土交通省が認定した構造計算システムの不備により簡単に偽装できることが原因であると反論している。
現在、国土交通省のウェブサイトには「A元一級建築士による構造計算書の偽装があった物件等」が公開されているが、一覧表を建築確認申請日順で並べ替えてみると最初の偽装物件である1997年5月の物件から、2001年8月までは民間審査の物件は全くない。
また、イーホームズに対して最初に確認申請された2002年9月はちょうど日本ERIが営業停止だった時期と重なる。
この発表に対し、藤田東吾は自らのmixi上で、「この問題の制度上の原因は、「『建築物の確認検査制度』にあるのではなく、『構造計算プログラムの大臣認定制度』。偽装（改ざん）可能なプログラムを十分に検証せず認定してしまった国交省（旧建設省）と（財）日本建築センターに責任がある。 そして、この大臣認定制度の不備を悪用した構造設計士が偽装を行なったのが原因である」と述べた。

## その他の耐震偽造事件
- 2007年にアパホテル耐震偽造問題が起こった。
- 1996年竣工の福岡県久留米市の15階建て分譲マンション「新生マンション花畑西」の耐震強度が基準の3割程度であったことがわかり、住民が訴訟を起こし、2009年に元請けの鹿島建設がマンション管理組合に対し調停を起こすなどの騒ぎとなった[11]。2015年に管理組合は、確認を通した久留米市に対し建て替えを命令するよう行政訴訟を起こした[12]。
- 2015年3月、10月 : 東洋ゴム工業による免震・防震ゴム性能データ改竄問題が発覚した。
- 2018年10月 : 過去15年にわたるKYBによる免震・耐震ダンパーデータの改ざんが発覚した。

## テレビ番組
- 日経スペシャル ガイアの夜明け 我が家は大丈夫か！？ ～そこにある倒壊の危機～（2005年12月13日、テレビ東京）[13]。

## 関連書籍
- 『耐震偽装 なぜ、誰も見抜けなかったのか』（著者:細野透）（2006年2月24日、日本経済新聞社）ISBN 9784532352080
- 『耐震偽装 安全なマンションに暮らしたい』（著者:野辺公一）（2006年3月15日、雲母書房）ISBN 9784876721924
- 『耐震強度偽装問題 ワルの本丸を暴く！』（著者:宮崎学）（2006年3月20日、ぶんか社）ISBN 9784821108992
宮崎が耐震強度偽装問題の核心に迫る。小嶋進や長妻昭との対談あり。
- 『耐震偽装の政府責任 建物の安全の制度設計』（編者:辻山幸宣）（2006年5月15日、公人社）ISBN 9784861620249
- 『無責任の連鎖 耐震偽装事件』（著者:産経新聞社会部取材班）（2006年5月31日、産経新聞出版）ISBN 9784902970395
- 『マンション学(25) 特集 耐震強度偽装問題とマンションの安全性の確保』（編者:日本マンション学会学術委員会）（2006年8月28日、日本マンション学会）ISBN 9784896283372
- 『建築革命 偽装を超えて「安全」で「美しい」まちへ』（著者:五十嵐敬喜＋耐震偽装から日本を建て直す会）（2006年12月18日、企業組合建築ジャーナル）ISBN 9784860350567
- 『月に響く笛 耐震偽装』（著者:藤田東吾）（2006年12月25日、imairu）ISBN 9784903786001 - 自費出版作品
イーホームズ社長による暴露本。
  - 『完全版 月に響く笛 耐震偽装』（著者:藤田東吾）（2007年4月26日、講談社）ISBN 9784062140751
- 『あなたが知りたいマンションの耐震性 耐震偽装を越えて』（著者:あなたが知りたいマンションの耐震性編集委員会）（2007年2月1日、建築技術支援協会）ISBN 9784990288921
- 『信頼される建築をめざして 耐震強度偽装事件の再発防止に向けて』（著者:丸善）（2007年5月1日、丸善）ISBN 9784818942035
- 『国家の偽装 これでも小嶋進は有罪か』（著者:有川靖夫）（2010年8月27日、講談社）ISBN 9784062165174
- 『偽装 「耐震偽装事件」ともうひとつの「国家権力による偽装」』（著者:小嶋進）（2016年9月1日、金曜日）ISBN 9784865720143
ヒューザー社長が冤罪を主張した本。